# Luigi Alessandro Omodei
Luigi Alessandro Omodei o Homodei o Amadei (Milano, 8 dicembre 1608 – Roma, 26 aprile 1685) è stato un cardinale italiano.

## Biografia

### I primi anni
Luigi Alessandro era il settimo figlio di Carlo Omodei (Amadei), I marchese di Piovera e patrizio milanese, e di sua moglie Beatrice Lurani; suo antenato per parte di padre era stato il famoso giureconsulto sforzesco Signorolo Omodei, nel XIV secolo. Sua sorella Lucrezia, sposò in seconde nozze Bartolomeo III Arese, presidente del senato di Milano e figura chiave della politica della sua epoca.
Fu zio del cardinale Luigi Omodei, figlio del fratello Agostino e di María Serafina de la Aurora López Pacheco y Portugal (figlia a sua volta di Diego López Pacheco Cabrera y Bobadilla), nato a Madrid il 20 maggio 1656.

### La carriera ecclesiastica
Intraprese la carriera ecclesiastica e compì i propri studi a Parma per poi passare all'Università di Perugia dove si laureò in utroque iure. Trasferitosi a Roma, divenne protonotario apostolico partecipante dal 30 luglio 1627. Referendario del Tribunale della Segnatura Apostolica dal 1638, nel 1642 divenne chierico della Camera Apostolica, divenendone decano due anni più tardi. Provvisore generale delle fortezze dello Stato Pontificio, divenne commissario generale per gli stati durante il pontificato di Innocenzo X e si impegnò militarmente come generale delle truppe pontificie nella Seconda guerra di Castro nel 1649.

### Il cardinalato
Per i servigi resi alla chiesa, Papa Innocenzo X lo nominò cardinale il 19 febbraio 1652, tre anni dopo fa parte del Conclave che elegge Alessandro VII al soglio pontificio. Da quest'ultimo pontefice venne nel 1655 nominato prolegato ad Urbino, compito che resse in particolare promuovendo un riassetto generale dell'arcidiocesi e curando il trasferimento della preziosa biblioteca alla Biblioteca Alessandrina di Roma.
A Roma ebbe un ruolo fondamentale nell'elezione di Clemente IX nel 1669 come risultato dell'azione da lui promossa con altri porporati per cercare di slegare l'elezione pontificia dall'influenza delle grandi monarchie europee.
Nel 1676 influenzò nuovamente l'elezione dell'amico comasco Innocenzo XI del quale fu l'ispiratore in particolare della politica estera. Si dimostrò sempre ostile al giansenismo ed allo strapotere della corona francese, mentre si avvicinò al quietismo di Miguel de Molinos appoggiato anche dal cognato Bartolomeo Arese a Milano.

### Mecenate a Roma ed a Milano
Grande amante delle arti, fu il committente della seconda versione del Ratto delle Sabine, quadro di Nicolas Poussin oggi conservato al museo del Louvre.
A Milano si dedicò a restaurare la chiesa di San Giovanni decollato alle Case Rotte (presso l'attuale Teatro alla Scala dove commissionò delle tele a Francesco Cairo (oggi conservate presso la sede dei gesuiti nella chiesa milanese di San Fedele) ed a Salvator Rosa (oggi a Brera). Sempre a Milano, fece restaurare la chiesa dei Santi Cosma e Damiano di cui era protettore e donò una pala per l'altare di Santa Paola nella chiesa di Santa Maria dei Servi dipinta dal Nuvolone (oggi a Brera). A Palazzo Marino, residenza all'epoca della sua famiglia, stipò gran parte delle sue collezioni d'arte. Al Sacro Monte di Varese finanziò l'edificazione della IV cappella.

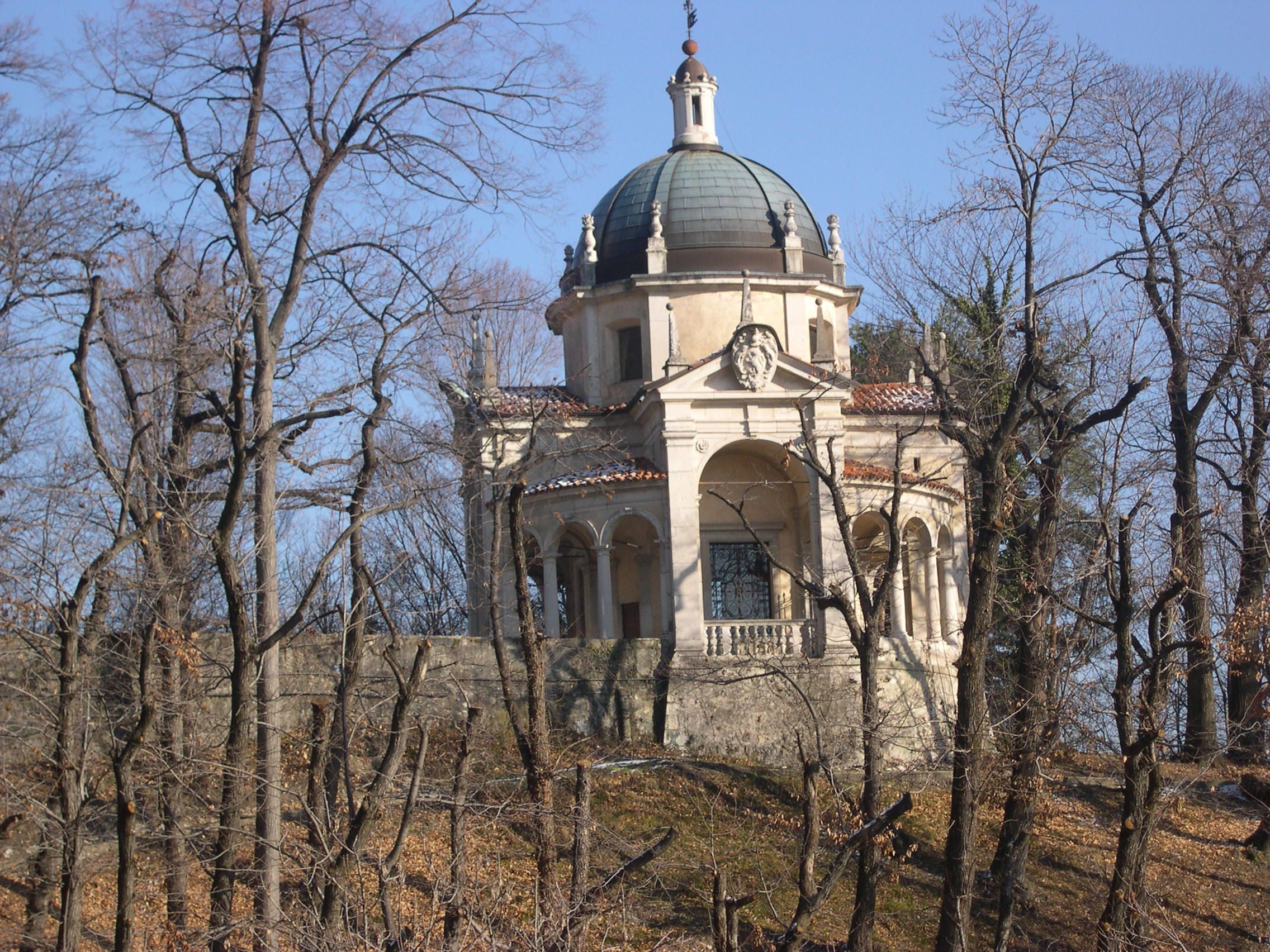
La IV Cappella del Sacro Monte di Varese, rappresentante La Presentazione al Tempio

A Roma curò inoltre il rifacimento della facciata di San Marcello al Corso (sede generale dei Serviti), ad opera di Carlo Fontana, oltre a promuovere altre opere architettoniche per l'arcispedale di Santo Spirito.
Sua fu l'idea della facciata della Basilica dei Santi Ambrogio e Carlo al Corso a Roma, realizzata da Onorio Longhi. Affidò inoltre la decorazione dei soffitti della basilica a Giacinto Brandi.

### Gli ultimi anni
Morì a Roma il 26 aprile 1685, alle 10 del mattino circa, nel suo palazzo presso l'Arco della Ciambella. La sua salma venne esposta alla pubblica venerazione e poi sepolta nella chiesa romana di San Carlo al corso che in vita aveva così largamente favorito, sotto il reliquiario contenente il cuore di San Carlo Borromeo. Diversi esponenti della famiglia Omodei del periodo seicentesco sono sepolti nella chiesa di Santa Maria della Vittoria a Milano, edificata a partire dal XVI secolo come mausoleo della famiglia.

## Ascendenza
|                                     |                     |                     | Genitori            |  |  | Nonni |  |  | Bisnonni          |  |  | Trisnonni |  |
|                                     |                     |                     |                     |  |  |       |  |  | Giampietro Omodei |  |  | …         |  |
|                                     |                     |                     |                     |  |  |       |  |  | Giampietro Omodei |  |  | …         |  |
|                                     |                     | …                   |                     |  |  |       |  |  | Giampietro Omodei |  |  |           |  |
| Giovanni Giacomo Omodei             |                     |                     |                     |  |  |       |  |  | Giampietro Omodei |  |  |           |  |
|                                     |                     | …                   | …                   |  |  |       |  |  |                   |  |  |           |  |
|                                     |                     | …                   | …                   |  |  |       |  |  |                   |  |  |           |  |
|                                     |                     | …                   | …                   |  |  |       |  |  |                   |  |  |           |  |
| Carlo Omodei, I marchese di Piovera |                     | …                   |                     |  |  |       |  |  |                   |  |  |           |  |
|                                     |                     | Benedetto Alemagna  | …                   |  |  |       |  |  |                   |  |  |           |  |
|                                     |                     | Benedetto Alemagna  | …                   |  |  |       |  |  |                   |  |  |           |  |
|                                     |                     | Benedetto Alemagna  | …                   |  |  |       |  |  |                   |  |  |           |  |
| Caterina Alemagna                   |                     | Benedetto Alemagna  |                     |  |  |       |  |  |                   |  |  |           |  |
|                                     |                     | …                   | …                   |  |  |       |  |  |                   |  |  |           |  |
|                                     |                     | …                   | …                   |  |  |       |  |  |                   |  |  |           |  |
|                                     |                     | …                   | …                   |  |  |       |  |  |                   |  |  |           |  |
| Luigi Alessandro Omodei             |                     | …                   |                     |  |  |       |  |  |                   |  |  |           |  |
|                                     | Pietro Paolo Lurani | Giacomo Lurani      |                     |  |  |       |  |  |                   |  |  |           |  |
|                                     | Pietro Paolo Lurani | Giacomo Lurani      |                     |  |  |       |  |  |                   |  |  |           |  |
|                                     | Pietro Paolo Lurani | Isolda Strada       |                     |  |  |       |  |  |                   |  |  |           |  |
| Giovanni Battista Lurani            | Pietro Paolo Lurani |                     |                     |  |  |       |  |  |                   |  |  |           |  |
|                                     |                     | Bona Maria Castoldi | Antognotto Castoldi |  |  |       |  |  |                   |  |  |           |  |
|                                     |                     | Bona Maria Castoldi | Antognotto Castoldi |  |  |       |  |  |                   |  |  |           |  |
|                                     |                     | Bona Maria Castoldi | …                   |  |  |       |  |  |                   |  |  |           |  |
| Beatrice Lurani                     |                     | Bona Maria Castoldi |                     |  |  |       |  |  |                   |  |  |           |  |
|                                     |                     | Francesco Cesati    | …                   |  |  |       |  |  |                   |  |  |           |  |
|                                     |                     | Francesco Cesati    | …                   |  |  |       |  |  |                   |  |  |           |  |
|                                     |                     | Francesco Cesati    | …                   |  |  |       |  |  |                   |  |  |           |  |
| Costanza Cesati                     |                     | Francesco Cesati    |                     |  |  |       |  |  |                   |  |  |           |  |
|                                     |                     | …                   | …                   |  |  |       |  |  |                   |  |  |           |  |
|                                     |                     | …                   | …                   |  |  |       |  |  |                   |  |  |           |  |
|                                     |                     | …                   | …                   |  |  |       |  |  |                   |  |  |           |  |
|                                     |                     | …                   |                     |  |  |       |  |  |                   |  |  |           |  |